# اولیور بین
اولیور بین (به انگلیسی: Oliver Beene) یک مجموعهٔ تلویزیونی آمریکایی در ژانر سیت‌کام است که توسط هاوارد گواتز خلق شده‌است. این سریال محصولی از شبکه رسانه‌ای فاکس است و نخستین قسمت آن در تاریخ ۹ مارس ۲۰۰۳ به روی آنتن رفت. داستان سریال در دهه ۶۰ و در شهر نیویورک رخ می‌دهد و حوادث زندگی پسری دوازده ساله به نام اولیور بین را به تصور می‌کشد. گرانت روزنمایر، گرانت شائود، اندرو لارنس، وندی مکه‌نا، دیوی چیس و مگی گریس از جمله بازیگران سریال هستند.